# Rondeletia mollis
Rondeletia mollis là một loài thực vật có hoa trong họ Thiến thảo. Loài này được S.F.Blake ex Steyerm. miêu tả khoa học đầu tiên năm 1967.